# Alexandru Șuli
Alexandru Șuli (n. 10 august 1928, Lugoj, Timiș, România – d. 2000, Sfântu Gheorghe, Covasna, România) a fost un luptător român. El a concurat la lupte greco-romane bărbați la Jocurile Olimpice de vară din 1952.

## Distincții
- Medalia Muncii (19 noiembrie 1952) pentru rezultatele obținute la Jocurile Olimpice de vară de la Helsinski[3]